# ОШ „Јован Јовановић Змај” Ђурђево
ОШ „Јован Јовановић Змај” једна је од основних школа на подручју општине Жабаљ, у Ђурђеву, Јужнобачком округу. Налази се у улици Краља Петра 59.

## Историјат
Основна школа „Јован Јовановић Змај” се налази у самом центру насеља, у парку, у хладовини, преко пута православне цркве. На тој локацији је подигнута 1908. године, а од 1954. носи име песника и лекара Јована Јовановића Змаја. Због повећања броја ђака у дворишту првобитног објекта 1990. године је дозидано осам нових учионица. Марта 2010. је изграђена фискултурна сала са додатне две учионице. Три објекта повезана у целини имају површину од 3515 квадратних метара.